# SV Buchonia Flieden
Sportverein Buchonia Flieden 1912 e.V. é uma agremiação esportiva alemã, fundada em 1912, sediada em Flienden, no estado de Hesse.

## História
A associação foi criada em janeiro de 1912 no hotel "Zum Hasenfuß". Desde sua fundação até o final da década de 1970, atuou como um time local. Obteve com seu primeiro sucesso ao chegar, em 1978, à Landesliga Hessen-Nord (V) e avançar à final da Hessenpokal em 1980. Apesar da derrota por 2 a 0 para o RSV Würges, obteve o direito de participar pela primeira vez da DFB-Pokal, a Copa da Alemanha. O Flieden foi eliminado na primeira fase pelo então partícipe da 2. Bundesliga, FC Ingolstadt 04, por 4 a 1 diante de 2000 espectadores.
O título da Landesliga, em 1996, levou a sua ascensão pela primeira vez à Oberliga Hessen (IV), na qual jogou por uma única temporada. O Flieden lutou para chegar à Oberliga em 2001.

## Títulos
- Landesliga Hessen-Nord
  - Campeão: 1996, 2001
- Hessenpokal
  - Vice-campeão: 1980

## Cronologia recente
| Temporada | Divisão                  | Módulo | Posição |
| 1999–2000 | Landesliga Hessen-Nord   | V      | 2º      |
| 2000–01   | Landesliga Hessen-Nord   | V      | 1º ↑    |
| 2001–02   | Oberliga Hessen          | IV     | 15º     |
| 2002–03   | Oberliga Hessen          | IV     | 13º     |
| 2003–04   | Oberliga Hessen          | IV     | 7º      |
| 2004–05   | Oberliga Hessen          | IV     | 9º      |
| 2005–06   | Oberliga Hessen          | IV     | 4º      |
| 2006–07   | Oberliga Hessen          | IV     | 9º      |
| 2007–08   | Oberliga Hessen          | IV     | 16º     |
| 2008–09   | Hessenliga               | V      | 16º ↓   |
| 2009–10   | Verbandsliga Hessen-Nord | VI     | 2º ↑    |
| 2010–11   | Hessenliga               | V      | 13º     |
| 2011–12   | Hessenliga               | V      | 11º     |
| 2012–13   | Hessenliga               | V      | º       |

## Fonte
- Grüne, Hardy (2001). Vereinslexikon. Kassel: AGON Sportverlag ISBN 3-89784-147-9